# 14. januar
14. januar er dag 14 i året, i den gregorianske kalender. Der er 351 dage tilbage af året (352 i skudår).
- Felix dag, opkaldt efter den hellige Felix, der undslap forfølgelse af kejser Decius' soldater omkring år 200, bl.a. fordi han ifølge legenderne kunne gå på vandet.

### Begivenheder
Født - Dødsfald
- 1801 - England beslaglægger alle danske skibe i engelske havne.
- 1814 - Freden i Kiel: Danmark afstår Norge til den svenske konge.
- 1896 - For første gang bliver der anvendt røntgenbilleder.
- 1900 - Giacomo Puccinis opera Tosca har premiere i Rom.
- 1908 - Teknologisk Institut bliver oprettet.
- 1953 - Josip Broz Tito udpeges til præsident for Den Socialistiske Føderale Republik Jugoslavien.
- 1954 - Skuespillerinden Marilyn Monroe gifter sig med baseball-stjernen Joe DiMaggio.
- 1970 - Som den første danske forfatter får Klaus Rifbjerg Nordisk Råds Litteraturpris på 50.000 kr.
- 1970 - Diana Ross optræder for sidste gang i gruppen The Supremes.
- 1972 - Kong Frederik 9. af Danmark dør, Prinsesse Margrethe bliver udråbt til Dronning Margrethe 2.
- 1973 - Elvis Presley koncerten "Aloha from Hawaii" bliver, som den første nogensinde, transmitteret direkte via satellit til 1,5 mia. seere verden over.
- 1985 - Martina Navratilova bliver den kun tredje tennisspiller, der har vundet mere end 100 turneringer.
- 1987 - Tusinder af de sjældne søkøer bliver opdaget i den Persiske Bugt.
- 1993 - Den polske bil- og togfærge Jan Heweliusz forliser ud for den tyske ø Rügen, og 54 om bord omkommer.
- 1993   - Statsminister Poul Schlüter (C) meddeler sin afgang og overlader statsministerposten til Poul Nyrup Rasmussen, da Tamilsagen kulminerer med dommer Hornslets redegørelse.
- 1996 - På en handelsmesse i Gwalior i Indien trykker Yogesh Sharma 31.118 forskellige personer i hænderne i løbet af 8 timer, hvilket er ”håndtryksrekord”.
- 2000 - Dow Jones indekset når sit hidtil højeste niveau med værdien 11.722,98
- 2001 - Camilla Martin og Peter Gade vinder badmintonturneringen "Korea Open" i hhv. dame- og herresingle.
- 2002 - Miljøminister Hans Christian Schmidt ophæver det danske forbud mod engangsemballage, der har holdt øl- og sodavandsdåser udenfor det danske marked.
- 2005 - Efter syv års rejse lander den europæiske rumsonde "Huygens" på Saturns største måne, Titan, hvorfra den skal sende billeder til Jorden.
- 2005   - Planeten Saturn står nu diametralt modsat Solen, i såkaldt opposition. Afstanden mellem Saturn og Jorden nu kun godt 1,2 mia. km - den korteste afstand på Saturns bane.
- 2005   - Den spanske fodboldklub Real Madrid præsenterer sit nyeste spillerindkøb, danskeren Thomas Gravesen, som de næste tre et halvt år skal spille med nummer 16 på ryggen.
- 2011 - Tunesiens præsident Zine El Abidine Ben Ali går af og forlader landet efter voldsomme protester mod hans styre.
- 2012 - Dronning Margrethe 2. holder sit 40 års jubilæum.
- 2015 - Giorgio Napolitano trækker sig på grund af helbredsmæssige årsager som italiensk præsident
- 2024 - Dronning Margrethe 2. af Danmark abdicerer, kronprins Frederik  bliver udråbt til Kong Frederik 10.

### Født
- 1131 - Valdemar 1. den Store, dansk konge (død 1182).
- 1516 - Herluf Trolle, dansk søhelt (død 1565).
- 1792 - Christian de Meza, dansk general (død 1865).
- 1800 - Ludwig von Köchel, østrigsk musikforsker (død 1877).
- 1849 - Laura Aller, dansk chefredaktør. (død 1917).
- 1875 - Albert Schweitzer, alsacisk organist, teolog og læge og modtager af Nobels Fredspris (død 1965).
- 1896 - John Dos Passos, amerikansk forfatter (død 1970).
- 1911 - Clara Østø, dansk skuespiller (død 1983).
- 1919 - Giulio Andreotti, tidligere italiensk premierminister (død 2013).
- 1923 - Bodil Steen, dansk skuespillerinde (død 1979).
- 1931 - Caterina Valente, fransk sangerinde (død 2024).
- 1937 - Erland Kops, dansk badmintonspiller (død 2017).
- 1937 - Bent Mejding, dansk skuespiller og teaterdirektør (død 2024).
- 1941 - Faye Dunaway, amerikansk skuespillerinde.
- 1949 - Ann-Mari Max Hansen, dansk skuespillerinde.
- 1949   - Marion Pedersen, dansk folketingsmedlem.
- 1949   - Lawrence Kasdan, amerikansk filminstruktør.
- 1952 - Maureen Dowd, amerikansk forfatter.
- 1953 - Ann Mariager, dansk journalist og forfatter.
- 1955 - Michael Pram Rasmussen, dansk jurist og bestyrelsesformand.
- 1959 - Lars Høgh, dansk fodboldmålmand og -træner.
- 1960 - Per Fly, dansk filminstruktør.
- 1961 - Mike Tramp, dansk sanger og komponist.
- 1963 - Steven Soderbergh, amerikansk filminstruktør.
- 1968 - LL Cool J, amerikansk rapper.
- 1969 - David "Dave" Eric Grohl, amerikansk rockmusiker.
- 1975 - Rikke Petersen-Schmidt, dansk håndboldspiller.
- 1981 - Tina Lund, dansk springrytter.
- 1984 - Mads Langer, dansk sanger og sangskriver.
- 1990 - Grant Gustin, amerikansk skuespiller og sanger.

### Dødsfald
- 1742 - Edmond Halley, engelsk astronom (født 1656).
- 1753 - George Berkeley, irsk filosof (født 1685).
- 1766 - Frederik 5., dansk konge (født 1723).
- 1867 - Jean Auguste Dominique Ingres, fransk kunstmaler (født 1780).
- 1898 - Lewis Carroll, engelsk forfatter, filosof, matematiker mm. (født 1832).
- 1905 - Ernst Abbe, tysk fysiker (født 1840).
- 1908 - Holger Drachmann, dansk digter og maler (født 1846).
- 1923 - Johannes Hage, dansk politiker, godsejer, teglværksejer og museumsstifter (født 1842).
- 1939 - Prins Valdemar, dansk prins (født 1858).
- 1952 - Artur Kapp, estisk komponist (født 1878).
- 1957 - Humphrey Bogart, amerikansk skuespiller (født 1899).
- 1972 - Frederik 9., dansk konge (født 1899).
- 1977 - Anaïs Nin, fransk forfatter (født 1903).
- 1977   - Anthony Eden, engelsk premierminister (født 1897).
- 1978 - Kurt Gödel, østrigsk logiker og matematiker (født 1906).
- 1984 - Ray Kroc, amerikansk grundlægger af McDonald's (født 1902).
- 1987 - Douglas Sirk, tysk-amerikansk filminstruktør (født 1897).
- 1988 - Georgij Malenkov, sovjetisk politiker (født 1902).
- 1997 - John Amdisen, dansk fodboldspiller (født 1934).
- 2016 - Alan Rickman, engelsk skuespiller (født 1946).

|  | Denne datoartikel kan blive bedre, hvis der indsættes et (bedre) billede Du kan hjælpe ved at afsøge Wikimedia Commons for et passende billede eller uploade et godt billede til Wikimedia Commons iht. de tilladte licenser og indsætte det i artiklen. |